# Tweede afdeling (voetbal België)
De Tweede afdeling, voorheen de Tweede klasse amateurs, is het vierde niveau uit de competitiehiërarchie in het Belgisch voetbal en het tweede hoogste amateurniveau. De competitie werd voor het eerst georganiseerd na de competitiehervorming in het seizoen 2016-2017. De competitie wordt georganiseerd door Voetbal Vlaanderen of de ACFF. Ze bestaat uit twee reeksen VV, met uitsluitend Nederlandstalige clubs en één reeks ACFF met uitsluitend Franstalige en Duitstalige ploegen.

## De competitie
Gedurende de reguliere competitie speelt elke ploeg 30 wedstrijden in heen- en terugwedstrijden. De kampioen van iedere reeks promoveert rechtstreeks naar de eerste klasse amateurs.
De tweede in de rangschikking en de periodekampioenen betwisten nadien eindronde ‘’stijgen”. De winnaars van de drie reeksen spelen nadien de eindronde “dalen” met de dertiende uit Eerste nationale. De winnaar van deze eindronde blijft in of stijgt naar Eerste nationale.
Het aantal dalers naar Derde afdeling hangt af van het aantal ploegen van de bond waartoe men behoort (VFV of ACFF), dat degradeert uit Eerste nationale en is verschillend voor beide bonden. De ploegen die net voor een rechtstreekse degradatieplaats eindigen, spelen de eindronde “dalen” van de tweede klasse amateurs.

## Geschiedenis
In het eerste seizoen van de Tweede klasse amateurs, het seizoen 2016-17, spelen de ploegen uit de Derde klasse, die niet promoveren naar de Eerste klasse amateurs en niet degraderen naar de Derde klasse amateurs. De eerste drie van iedere reeks van Vierde klasse promoveren naar de Tweede klasse amateurs. De clubs worden opgedeeld volgens de bond waarbij ze aangesloten zijn. De bijkomende plaatsen worden opgevuld door eindrondes gespeeld door de nummers vier tot zeven van iedere reeks van Vierde klasse.
In 2020 besliste de Belgische voetbalbond de benaming te veranderen van Tweede klasse amateurs naar Tweede afdeling.

### Kampioenen en promoverende teams
| Seizoen | Kampioen VV A                | Kampioen VV B                | Kampioen ACFF                 | Opmerkingen |
| ------- | ---------------------------- | ---------------------------- | ----------------------------- | --- |
| 2016/17 | R. Knokke FC                 | K. Berchem Sport             | R. Châtelet-Farciennes SC     | Promotie via eindronde: SC Eendracht Aalst |
| 2017/18 | K. Rupel Boom FC             | KVV Thes Sport               | Racing White Daring Molenbeek | Promotie via eindronde: RFC Liège |
| 2018/19 | KVC Sint-Eloois-Winkel Sport | K. Patro Eisden Maasmechelen | UR La Louvière Centre         | Promotie via eindronde: URSL Visé |
| 2019/20 | R. Knokke FC                 | KVK Tienen                   | R. Francs Borains             | Competitie stopgezet na speeldag 24 door COVID-19. Er werd geen eindronde gespeeld. KFC Mandel United promoveerde als beste tweede.                |
| 2020/21 | Geen                         | Geen                         | Geen                          | Competitie stopgezet na speeldag 4 door COVID-19                                                                                                   |
| 2021/22 | KFC Sparta Petegem           | Hoogstraten VV               | RAAL La Louvière              | KFC Sparta Petegem werd kampioen in Tweede afdeling VV A, maar vroeg geen licentie aan voor Eerste nationale. KVK Ninove promoveerde in de plaats. |
| 2022/23 | KSC Lokeren-Temse            | R. Cappellen FC              | RFC Warnant                   | RFC Warnant werd kampioen in Tweede afdeling ACFF, maar vroeg geen licentie aan voor Eerste nationale. Union Namur promoveerde in de plaats.       |
| 2023/24 | SC Eendracht Aalst           | SV Belisia Bilzen            | RAEC Mons                     | SC Eendracht Aalst werd kampioen in Tweede afdeling VV A, maar kreeg geen licentie voor Nationaal voetbal. KVK Ninove promoveerde in de plaats.    |
| 2024/25 | SK Roeselare                 | KVC Houtvenne                | Crossing Schaerbeek           | |

### Titels per club
Het volgend overzicht toont het aantal titels per club
| Club (stamnummer)                    | Titels | Seizoen     |
| ------------------------------------ | ------ | ----------- |
|                                      |        |             |
| R. Knokke FC (101)                   | 2      | 2017 · 2020 |
|                                      |        |             |
| La Louvière Centre (213)             | 1      | 2017        |
| R. Châtelet-Farciennes SC (725)      | 1      | 2017        |
| K. Rupel Boom FC (2138)              | 1      | 2018        |
| KVV Thes Sport Tessenderlo (3671)    | 1      | 2018        |
| Racing White Daring Molenbeek (5479) | 1      | 2018        |
| K. Berchem Sport (28)                | 1      | 2019        |
| K. Patro Eisden Maasmechelen (3434)  | 1      | 2019        |
| KVC Sint-Eloois-Winkel Sport (4408)  | 1      | 2019        |
| KVK Tienen (132)                     | 1      | 2020        |
| R. Francs Borains (167)              | 1      | 2020        |
| RAAL La Louvière (94)                | 1      | 2022        |
| Hoogstraten VV (2366)                | 1      | 2022        |
| KFC Sparta Petegem (3821)            | 1      | 2022        |
| R. Cappellen FC (43)                 | 1      | 2023        |
| KSC Lokeren-Temse (4297)             | 1      | 2023        |
| RFC Warnant (5779)                   | 1      | 2023        |
| SC Eendracht Aalst (90)              | 1      | 2024        |
| RAEC Mons (4194)                     | 1      | 2024        |
| SV Belisia Bilzen (5775)             | 1      | 2024        |
| Crossing Schaerbeek (4070)           | 1      | 2025        |
| KVC Houtvenne (4481)                 | 1      | 2025        |
| SK Roeselare (8264)                  | 1      | 2025        |